# Pepino, o Breve
Pepino III, também conhecido como Pepino, o Breve ou Pepino, o Moço (ca. 714 – Saint-Denis, 24 de setembro de 768), foi o filho mais novo de Carlos Martel. Em 751, no século VIII, ele foi proclamado Rei dos Francos (oficialmente é o ano em que iniciou-se a soberania dos reis Francos sobre a Europa, que veio a ser denominada dinastia carolíngia), em ofício da Igreja Católica pelo papa Zacarias, reinado que se estendeu até sua morte em 768 (na história esta vem a ser a primeira investidura como soberano por determinação de um pontífice). Pepino foi o primeiro membro da Dinastia Carolíngia a se tornar rei.
Filho do estadista franco Carlos Martel, a educação de Pepino foi particular devido o ensino eclesiástico que recebeu dos monges de Saint-Denis. Sucedendo seu pai como Prefeito do Palácio da Nêustria, em 741, Pepino governou a Frância em companhia de Carlomano, seu irmão mais velho. Pepino foi responsável por governar a Nêustria, Borgonha e Provença, enquanto seu irmão instalou-se na Austrásia, Alamânia e Turíngia. Os irmãos foram ativos na repressão de revoltas lideradas pelos bávaros, aquitanos, saxões e alamanos. Em 743, eles acabaram com o interregno franco, decidindo que Quilderico III seria o último monarca merovíngio da Frância.
Sua proclamação pretensamente recriou assim o antigo Império Romano do Ocidente. Seu filho mais velho Carlos Magno, após sua morte, assumiu o trono e expande seu domínio e influência, consolidando a dinastia Carolíngia que, pelos séculos seguintes, foi a soberana na Europa.
Nasceu ca. 714 em Jupille, próximo a Liège, no que hoje é a Bélgica, onde a dinastia carolíngia se originou. Aquele território era então parte do reino da Austrásia. O seu pai foi Carlos Martel, prefeito do palácio e duque dos francos, e a sua mãe foi Rotruda de Tréveris.
Ele foi prefeito do palácio de 741–751 e depois rei dos francos de 751–768.

## Biografia
Ele era o filho mais novo de Carlos Martel e Rotruda.
O seu apelido apareceu tarde na historiografia e é devido ao seu pequeno tamanho, "breve" significava "Curto" na época.

### Prefeito do Palácio com Carlomano

#### A distribuição dos bens de Carlos Martel
Neste período de declínio da dinastia merovíngia, os reis legítimos não tinham mais autoridade: os verdadeiros líderes do Estado eram os prefeitos do palácio, especialmente quando se tratava de homens enérgicos, como Carlos Martel.
Com a morte de Carlos Martel, em 741, o poder foi transmitido aos seus dois filhos legítimos. O mais velho Carlomano, tornou-se prefeito do palácio da Austrásia e obteve a Alemania e a Turíngia, Pepino, tornou-se prefeito do palácio da Nêustria e mantém a Provença e a Borgonha. O poder poderia também ter sido destinado ao filho ilegítimo de Martel, Grifo, mas ele foi aprisionado num monastério por seus dois meio-irmãos. Em 742, os dois irmãos redefiniram na Antiga Poitiers as suas parte e desafiam os limites tradicionais dos reinos francos.
Pepino e Carlomano lutam antes de tudo para trazer estabilidade às margens do reino. Eles enfrentam tendências de autonomia, se não mesmo a independência dos Aquitanos aliados aos vascões, bávaros e alamanos. O duque de Baviera, Odilão, havia se casado com sua irmã Hiltruda, apesar da sua oposição e era aliado do duque de Aquitânia Hunaldo I. Odilão, apesar da ajuda dos saxões, foi derrotado no Lech em 743. Carlomano rouba-lhe o Nordgau, mas não o priva do seu ducado. O irlandês Virgílio, nomeado bispo de Salzburgo, é responsável por monitorizar os bávaros. Por sua parte, Hunaldo I, derrotado em 742 e 745, deve abandonar o seu ducado da Aquitânia e da Vasconia e retira-se na Ilha de Ré. Ele foi substituído pelo seu filho Waifré, que ainda dará um tempo duro a Pepino. A leste, a aristocracia dos Alamanos foi massacrada em Cannstatt no rio Neckar em 746. O seu ducado foi desmembrado e seu território confiado a dois condes francos, Warin e Rutardo.

#### Apoio à reforma da Igreja
Começam então a reforma da Igreja, com a ajuda do bispo Bonifácio de Mogúncia; este último estimava com efeito que o clero se tinha tornado incapaz e dissoluto:
"Aconteceu de eu encontrar entre as pessoas que eles chamam diáconos indivíduos imersos em libertinagem, adultério e todos os tipos de lixo, desde a adolescência, e que atingiu o diaconato, e que, uma vez diáconos, têm quatro, cinco ou mais concubinas em suas camas à noite […]"
Os concílios, assembleias do clero em que as decisões tomadas eram de ordem disciplinar ou teológica, não foram atingidas por um longo tempo. Por outro lado, a Igreja franca afirma ter sido roubada por Carlos Martel.
Os concílios são organizados nos primeiros anos:
- a primeira, a pedido de Carlomano, em abril de 743, chamada de Concílio germânico, tem lugar na Austrásia num lugar não determinado;[6]
- a segunda por Pepino, em março de 744 em Soissons[7] na Nêustria, onde são definidas as decisões tomadas no Conselho de Austrasia.

Esta reforma criou uma nova hierarquia dentro do clero franco, à cabeça dos quais encontramos Bonifácio de Mogúncia (680-754), o evangelizador da Germânia, como líder dos vários bispos distribuídos em diferentes cidades do reino. OS Sacerdotes indignos foram depostos. Pepino decidiu restituir a terra tomada por seu pai de forma precária, a pedido do rei segundo a precaria verbo regis.
Além disso, Pepino apoiou as tentativas de Bonifácio de Mogúncia para evangelizar os alemães do outro lado do Reno, principalmente na esperança de que a conversão dos francos reino vizinhos turbulentos permita pacificar as fronteiras e preparar uma futura anexação . Como parte deste apoio, a Sé de Mainz foi erguida na metrópole da nova Igreja alemã, que está bem ligado desde o nascimento à igreja franca.

#### A crise de 743
Em 743, Pepino e Carlomano libertaram o merovíngio Quilderico III do mosteiro onde ele tinha sido preso por Carlos Martel, e permitem-lhe ocupar o trono que seu pai havia deposto. O seu retorno é motivado pela coligação grifo, o duque Odilo da Baviera, o duque da Aquitânia Hunaldo I e da Alemanha, Teodebaldo. O último reagiu mal à eliminação política de Grifo (meio-irmão de Pepino e Carlomano) e questiona a legitimidade dos Pipinídios. Depois de várias campanhas militares e a restauração de Quilderico III, Pepino e Carlomano encontram uma maneira de acalmá-los por um tempo.
Em 744, Pepino casou com Berta de Laon, filha de Cariberto, conde de Laon. Ela deu-lhe vários herdeiros, um dos quais foi o futuro imperador Carlos Magno.

#### O despejo do último merovíngio
Carlomano, que por todas as evidências foi um homem profundamente religioso, retirou-se para um monastério em 747. Isto deixou a Frância nas mãos de Pepino como prefeito do palácio único e dux et princeps Francorum, título criado por seu avô e homônimo Pepino de Herstal.
Com a reorganização da Frância feita por Carlos Martel, o dux et princeps Francorum era o comandante dos exércitos do reino, além das suas responsabilidades administrativas como prefeito do palácio, e especificamente comandante da guarda permanente que Martel começou a manter por todo o ano desde Toulouse em 721.
Assumindo o poder, Pepino e Carlomano, que não haviam sido testados em batalha na defesa de seus domínios como seu pai, instalaram o merovíngio Quilderico III como rei, embora Martel tivesse deixado o trono vago desde a morte de Teodorico IV. Quilderico tinha o título de rei, mas era na realidade um fantoche. Com o passar do tempo, e com seu irmão saindo de cena, Pepino se incomodou com a presença de qualquer poder real que não fosse o seu, ganhando renome por ser duro e extremamente rígido.
Na época da retirada de Carlomano, Grifo escapou da prisão e fugiu, buscando o apoio do duque Odilão da Baviera, que era cunhado de Pepino, casado com sua irmã Quiltruda. Odilo foi forçado por Pepino a reconhecer a soberania franca, mas morreu em seguida (18 de janeiro de 748). Pepino então invadiu a Baviera e instalou Tassilão
Visto que Pepino tinha o controle sobre a nobreza e na verdade detinha o poder do rei, ele decidiu que era o momento de fazer o que seu pai nunca se incomodou em fazer: tornar a autoridade carolíngia real tanto de fato como de direito. Pepino perguntou ao papa Zacarias quem deveria ser o governante real: aquele que possuísse o título de rei, ou a pessoa que tomasse as decisões como rei. Posto que o papa dependia dos exércitos francos para sua independência, e havia dependido deles para se proteger dos lombardos desde os dias de Carlos Martel, e Pepino, assim como seu pai, controlava esses exércitos, a resposta do papa estava determinada antecipadamente.
O papa concordou que o poder de fato era mais importante que o poder de jure. Assim, Pepino, tendo obtido o apoio do papado, rechaçou qualquer oposição à sua casa. Ele foi eleito rei dos francos por uma assembleia de líderes francos (deve ser observado que ele tinha a maior parte do seu exército nas mãos, no evento em que a nobreza tendia a não aceitar a bula papal) e foi coroado em Soissons, talvez por Bonifácio de Mogúncia, arcebispo de Mainz, que, junto com sua sobrinha, Santa Leuba, era um dos conselheiros da corte. Enquanto isso, Grifo continuou sua rebelião, mas foi finalmente morto na Batalha de Saint-Jean-de-Maurienne em 753.
Quilderico III foi deposto, seus cabelos foram cortados e ele foi confinado em um monastério. Ele foi o último rei merovíngio.

### Rei dos Francos

#### A coroação de 751

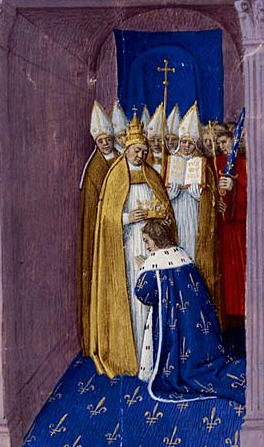
Coroação de Pepino em 751, por Bonifácio, Arcebispo de Mainz

Mas se Pepino ganhou o título de rei dos francos pelo seu poder, ele não tinha a legitimidade e esta ruptura da dinastia merovíngia chamou outro para substituir a sucessão natural de pai para filho. Esta continuidade foi assegurada pela coroação real, a continuidade da unção simbolizou o batismo de Clóvis I, primeiro rei dos francos, e a aliança especial entre a Igreja e o rei dos francos.
Em novembro de 751, em Soissons, após a eleição de Pepino pelos Francos reunidos, os bispos da Gália consagram-no em nome da Igreja Católica, dando-lhe a santa unção, marcaram a sua fronte com o santo óleo, o Crisma, para lhe transmitir o Espírito Santo — como já se fazia numa cerimónia entre os reis visigodos de Toledo ou como a unção dos reis de Israel na Bíblia a ele, de acordo com o dogma católico, em nome da Igreja, e sob a orientação do papa. Mas a legitimidade de um custo político, o de lealdade à Igreja, e a quem o dirige, o papa Zacarias, que em Roma, deu o seu parecer favorável à mudança de dinastia.

#### O apoio ao papado e a luta contra os Lombardos
As consequências das querelas das imagens que continuou com o imperador oriental Constantino V, empurraram o papado para se aliar com o rei dos francos. O novo papa Estêvão II — sucessor de Zacarias que morreu em 752 — veio em pessoa pedir ajuda militar a Pepino contra os lombardos e o seu rei Astolfo que ameaçavam Roma. Em 753, Pepino enviou Crodegango de Metz para dirigir no reino dos Francos o papa Estevão II. O papa Estevão resolveu atravessar os Alpes para pedir socorro ao rei dos francos (esta foi a primeira vez que um papa realizou tal viagem), porque ele não tinha outra escolha. O protetor habitual da Igreja, o imperador bizantino, que reinou em Constantinopla no Império Romano do Oriente, estava em má forma, e afirmava não ser capaz de resgatar o papa. O papa ficou tão satisfeito com os serviços de Crodegango que lhe concedeu o pálio e o título de arcebispo.
A 6 de janeiro de 754, no Palácio de Ponthion, no sul de Champanhe, o rei Pepino veio ao encontro do papa Estevão II e com respeito, tomou as rédeas de seu cavalo, reproduzindo o gesto amável de fidelidade do imperador Constantino, o Grande ao papa Silvestre I. Após este ato político inteligente, Estevão II ofereceu a Pepino uma aliança confirmada por uma segunda coroação, feita por ele mesmo, a graça divina sobre o rei dos francos e sobre seu filho. O acordo final fez-se a 14 de abril, o dia da Páscoa em Quierzy nas margens do rio Oise, entre Chauny e Noyon. O papa ofereceu apoio espiritual a Pepino, e este comprometeu-se a oferecer à Santa Sé uma grande área para sua segurança.
Um tratado foi assinado, criando os Estados Pontifícios. Ele incluiu uma doação ao papa e uma contrapartida. A doação, conhecida como doação Quierzy atribuindo ao papa o Exarcado de Ravena, a Córsega, a Sardenha e a Sicília. Mas o Exarcado de Ravena pertencia ao Império Romano do Oriente antes da invasão dos lombardos, e a reconquista por Pepino, o Breve. Não foi reconhecido pelo imperador do Oriente, e criou um conflito com Constantinopla. Em troca, o papa reconheceu a dinastia carolíngia e aprovou o encerramento num convento imposto ao último rei merovíngio Quilderico III. Esta doação foi confirmada em 774, em Roma, por Carlos Magno, filho de Pepino.

#### A Coroação de 754 e a criação dos Estados Pontifícios

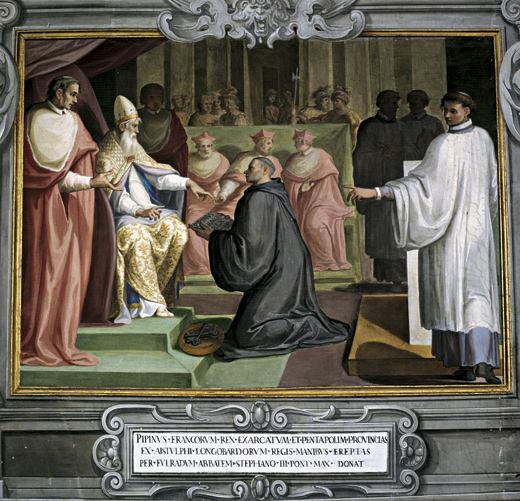
A Doação de Pepino para o Papa Estevão

Ele aumentou o seu poder depois de o papa Estevão viajar até Paris para ungir Pepino numa cerimônia na Basílica de Saint-Denis, concedendo-lhe o título adicional de patricius Romanorum (patrício dos romanos). Como a esperança de vida era curta naqueles tempos, e Pepino desejava a continuidade da família, o papa também ungiu os seus filhos, Carlos (depois conhecido como Carlos Magno) e Carlomano. A sua mãe, Berta de Laon, recebeu a bênção do pontífice. O papa, por este ato, faz uma ligação forte, mas contínua entre a unção dos reis do Antigo Testamento, e os reis da nova dinastia. A coroação marca oficialmente o fim da dinastia merovíngia, e o advento da dinastia carolíngia no poder.
Com a confirmação da soberania de Pepino sobre os francos, conferindo-lhe ele mesmo a unção, o papa também se distanciou do imperador, que reinava em Constantinopla. A Santa Sé pôs a sua segurança nas mãos dos Francos. Este foi o início de uma longa colaboração, muitas vezes tempestuosa, com os carolíngios e os seus herdeiros distantes do Sacro Império Romano-Germânico. Outra consequência desta coroação foi que a legitimidade do rei franco passou a ser considerada divina, já não dependia exclusivamente dos senhores francos, os eleitores do seu rei. Pepino considerou-se doravante rei pela vontade de Deus e o princípio deste reinado de direito divino durou em França continuamente por 1100 anos.
A primeira grande ação de Pepino foi entrar em guerra contra o rei lombardo Astolfo, que tinha uma política de expansão para o interior do Ducado de Roma, como uma recompensa parcial pela ajuda papal na sua obtenção da coroa. Vitorioso, ele forçou o rei lombardo a devolver as propriedades tomadas à Igreja e confirmou as possessões papais de Ravena e Pentápole, a chamada Doação de Pepino, segundo a qual os Estados Pontifícios foram fundados.
Em 759, ele expulsou os últimos sarracenos da Gália, com a captura de Narbona e então consolidou mais ainda seu poder com a reintegração da Aquitânia ao reino. Com a conquista de Narbona, e com a formal anexação da Aquitânia (cujo estatuto dependia sempre da força de seus suseranos), ele completou o trabalho de seu pai exceto por uma última tarefa: a submissão completa dos saxões. Ele estava se preparando para a guerra contra eles quando a sua saúde começou a decair, e assim, essa tarefa final foi deixada para seu filho, o grande Carlos Magno.

## Legado
Pepino morreu em Saint Denis em 768 e foi sepultado na basílica local com sua esposa Berta de Laon. Opiniões históricas parecem frequentemente considerá-lo menos importante que seu pai e seu filho, dois grandes homens, apesar de ter sido um grande homem por seus próprios méritos. Ele continuou o trabalho de formação da cavalaria pesada que seu pai havia começado. Ele manteve o exército permanente que seu pai achava necessário para proteger o reino e que constituiu a principal arma dos seus exércitos nos tempos de guerra. Ele não apenas manteve a política de seu pai de contenção dos mouros, como os expulsou para além dos Pirenéus com a conquista de Narbona. Deu continuidade à expansão iniciada por seu pai da igreja franca (missionários trabalharam na Alemanha e na Escandinávia) assim como à infraestrutura de fortificação (Castelos), que mais tarde seria um dos alicerces para o (feudalismo), a espinha dorsal da Europa medieval do período que compreende principalmente entre século XII e o século XV. Seu governo, mesmo não sendo tão grandioso quanto os de seu pai e seu filho, foi historicamente importante e muito benéfico para os francos como um povo. Pode-se obviamente argumentar que a ascensão de Pepino à coroa, assim como o seu título de patrício de Roma, foram precursores da coroação imperial de seu filho que é habitualmente vista como sendo a fundação do Sacro Império Romano-Germânico. Ele certamente fez dos carolíngios de jure o que seu pai havia feito de facto — a dinastia governante dos francos e o poder principal da Europa. Mesmo não sendo conhecido como um grande general, ele jamais foi derrotado em batalha.

## Pais
♂ Carlos Martel (◊ c. 688 † 741)
♀ Rotruda de Tréveris (◊ c. 695 † 724)

## Casamentos e filhos[11]
- com Berta de Laon (◊ c. 720 † 783), cujo pai, Cariberto, era filho de Norberto da Aquitânia e Berta da Nêustria ou de Prüm, filha de Teodorico III; seu bisavô era Hugoberto.

1. ♂ Carlos Magno (◊ 747 † 814),  rei dos Francos (768), rei dos Lombardos (774), imperador do Ocidente (800).
2. ♂ Carlomano I (◊ c. 751 † 771)
3. ♀ Gisela (◊ 757 † 810)
4. ♂ Pepino (◊ 756 † 762)
5. ♀ Berta
6. ♀ Rotaida
7. ♀Isbergues
8. ♀ Adelaide